# Prickfiskar
Prickfiskar är små mesopelagiska fiskar tillhörande den stora familjen Myctophidae (från grekiska μυκτηρ mykter "näsa" och οφις ophis "orm"), den ena av två familjer i ordningen Myctophiformes med 246 arter i 33 släkten och de förekommer i haven över hela världen. De har fått sitt svenska namn från de punktformiga lysorganen på kropp och huvud. Deras systerfamilj Neoscopelidae består av färre arter, men är i övrigt mycket likartade.
Djuptrålning indikerar att prickfiskar står för så mycket som 65% av hela fiskbiomassan i djuphaven. Faktum är att prickfiskar är bland de mest spridda, talrika och diversifierade av alla ryggradsdjur och har stor ekologisk betydelse för större organismer. I Antarktiska oceanen är prickfiskar en alternativ näringskälla till krill för bläckfiskar, kungspingviner och många andra djur. Trots att prickfiskarna är vanliga fiskas de sällan, men begränsat fiske sker utanför Sydafrika, kring Antarktis och i Omanbukten.

## Utseende
Prickfiskar har typiskt en slank, från sidorna tilltryckt, kropp täckt av små, silvriga, avfallande cykloidfjäll (kamfjäll hos fyra arter), ett stort trubbigt huvud, stora elliptiska till runda ögon som är sidställda (halvt uppåtriktade, dorsolaterala, hos arter som tillhör Protomyctophum) och en stor ändställd mun vars käkar är tätt besatta med små tänder. Fenorna är i allmänhet små med en enkel ryggfena, en fettfena, en analfena och en kluven stjärtfena. Fettfenan stöds av en broskskiva vid basen och analfenan har sitt ursprung under, eller strax bakom, ryggfenans bakkant. Bröstfenorna, vanligen med åtta strålar, kan vara stora och välutvecklade, små och rudimentära eller saknas helt (hos några få arter). Hos några arter är bröstfenorna starkt förlängda, som hos släktet Lampanyctus. De flesta prickfiskar har en simblåsa, men hos några arter degenereras denna eller fylls med lipider. Sidolinjen är obruten.

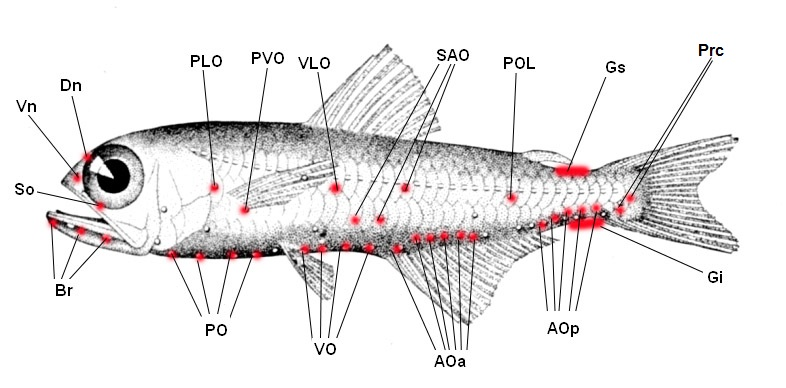
Ett exempel på lysorganens placering: Hygophum hygomii.

Hos alla utom en art (Taaningichthys paurolychnus) finns ett antal lysorgan. Dessa är pariga och koncentrerade i rader på undre delen av huvud och kropp. Somliga har också specialiserade lysorgan på stjärtspolen, i närheten av ögonen (till exempel "framlysena" på Diaphus-arterna) och lysande fläckar vid fenbaserna. Lysorganen sänder ut ett blått, grönt eller gult ljus och de är artspecifikt ordnade - vissa arter uppvisar härvidlag könsdimorfism, speciellt vad gäller fläckar på stjärtspolen där hanarna har dem på ovansidan och honorna undertill.
Prickfiskar är i allmänhet små, från 2 cm till 30 cm långa - de flesta under 15 cm. Arter som lever på mindre djup är silverglänsande, medan de på större djup är mörkbruna till svarta.

## Ekologi
Prickfiskar är kända för sina vertikala dygnsvandringar: medan det är dagsljus befinner sig de flesta arterna nere i det mesopelagiska/batypelagiska skumrasket/mörkret på 300–1500 meters djup, men framåt solnedgången tar sig fiskarna upp i den epipelagiska zonen mellan 10 och 100 meter under ytan. Man tror att prickfiskarna gör detta för att undvika predatorer och för att de följer de zooplankton som de lever av, vilka också vandrar vertikalt. Efter att ha tillbringat natten med födosök i de mera ytnära vattnen dyker de ner igen och är försvunna i gryningen.
De flesta arter håller sig i närheten av kusten i stim över kontinentalsluttningen. Man vet att olika arter uppehåller sig på olika djup och bildar täta och artrena lager, troligen för att undvika konkurrens. På grund av prickfiskarnas simblåsor syns de vid ekolodning, där de ger intryck av "falska bottnar", vilket förbryllade de tidiga oceanograferna.
Vandringsmönstren varierar mycket inom familjen. Vissa arter som lever djupare flyttar inte alls, medan andra gör så sporadiskt. Mönstren kan också bero av utvecklingsstadium, kön, latitud och årstid.
Arrangemanget av lysorganen är artspecifikt, så man tror att bioluminiscensen spelar en roll för kommunikationen - speciellt för stimbildning och lek. Koncentrationen av lysorgan på fiskens undre halva indikerar också ljusets användning som kamouflage - prickfiskarna reglerar det blåaktiga ljuset så att det matchar det svaga ljus som kommer uppifrån och maskerar på så sätt sin silhuett när de ses underifrån.
Som en huvudkälla för många marina arters födobehov är prickfiskar en viktig länk i näringskedjan i många lokala ekosystem. De utnyttjas kraftigt av valar och delfiner; stora pelagiska fiskar som laxar, tonfiskar och hajar; skolästfiskar och andra djuphavsfiskar (inklusive andra prickfiskar); sälar; havsfåglar, speciellt pingviner; och stora bläckfiskar som humboldtbläckfisk. Speciellt prickfiskar har konstaterats förtära småbitar av det plastskräp som samlas i oceanerna, och åtminstone en individ hade fångats som hade över 80 plastfragment i tarmen (enligt forskare som studerar det stora stillahavssopområdet).